# Bartholomew Gosnold

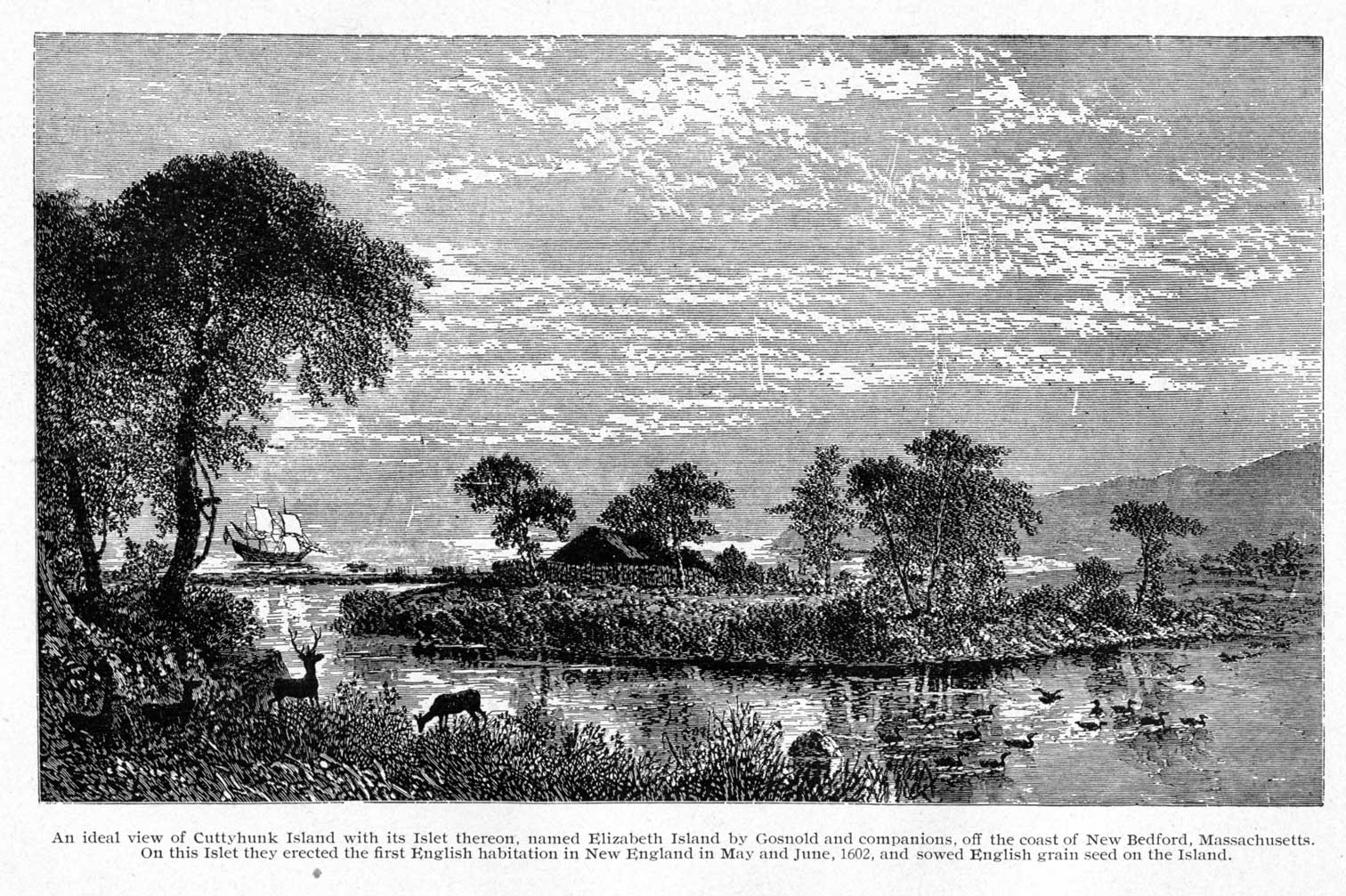
Fort założony przez Gosnolda na Cuttyhunk

Bartholomew Gosnold (ur. 1572 w Grundisburgh, zm. 22 sierpnia 1607 w Jamestown) – prawnik i podróżnik angielski, kaper, badacz wschodniego wybrzeża Ameryki Północnej. Ukończył studia na Uniwersytecie w Cambridge, studiował prawo.
W pierwszą swą podróż do Nowego Świata pożeglował wiosną 1602, wraz z sir Walterem Raleighem, z którym ustanowił brytyjską kolonię w Nowej Anglii. Jako pierwszy dopłynął tam trasą z Azorów; w maju 1602 dotarł najpierw do Przylądka Elżbiety (Cape Elizabeth, obecnie w stanie Maine), a 14 maja zawinął do zatoki York (York Harbor) przy ujściu rzeki York. Następnego dnia dopłynął, jako pierwszy Europejczyk, do zatoki Provincetown (Provincetown Harbor) na północnym krańcu półwyspu Cape Cod (któremu nadał nazwę). Płynąc w następnych dniach dalej na południe, odkrył wyspę Martha’s Vineyard (nazwa wyspy pochodzi prawdopodobnie od imienia jego córki) oraz pobliskie wyspy Elżbiety (Elizabeth Islands); na skrajnej południowo-zachodniej z nich, noszącej nazwę Cuttyhunk, założył posterunek (fort), pierwszą angielską osadę w Nowej Anglii. Posterunek ten został jednak po kilku miesiącach opuszczony, gdy jego mieszkańcy postanowili nie zimować na obcej ziemi i wrócili do Anglii. Bartholomew Gosnold po powrocie do kraju przez parę lat zabiegał o środki na zorganizowanie kolejnej wyprawy kolonizacyjnej do Nowego Świata.
W rezultacie w 1607 jako kapitan jednego z trzech statków wziął udział w kolejnej wyprawie. Wraz z nim popłynął kuzyn jego żony, Edward Maria Wingfield i jego brat, John Smith. Koloniści w kwietniu dotarli do zatoki Chesapeake i po kilkunastu dniach poszukiwania dogodnego miejsca osiedlenia znaleźli je około 70 km w górę rzeki James. W miejscu tym 14 maja założyli pierwszą stałą osadę angielską, której nadali nazwę Jamestown, na cześć króla Jakuba I. Cztery miesiące po wylądowaniu Bartholomew Gosnold zapadł na czerwonkę i szkorbut, wskutek czego zmarł.